# Abbazia di San Silvestro (Spello)
L'abbazia di San Silvestro a Collepino, frazione di Spello è un'antica abbazia – di cui rimangono soltanto alcuni resti – fondata, come vuole la tradizione, come insediamento eremitico da san Romualdo nel 1025.
Nel 1535 l'abbazia fu interamente distrutta per volere di papa Paolo III, per avere ospitato e protetto i seguaci della famiglia Baglioni di Perugia, ribelle allo Stato Pontificio. A seguito di ciò, i privilegi abbaziali rappresentati dall'anello, sigillo, mitria e pastorale, furono attribuiti ai parroci di Collepino che li detennero fino al 1875.
Della chiesa rimangono oggi, ristrutturati, la parte absidale, la cripta e la base del torre campanaria. Nei pressi della chiesa, madre Maria Teresa ha fatto interamente edificare l'eremo della Trasfigurazione per la sua comunità denominata "Piccole Sorelle di Maria", che vi risiede dal 1972.